# Acmispon brachycarpus
Acmispon brachycarpus là một loài thực vật có hoa trong họ Đậu. Loài này được (Benth.) D.D.Sokoloff mô tả khoa học đầu tiên.